# Agnieszka Mancewicz
Agnieszka Mancewicz (de domo Dawidowicz, ur. 20 września 1940 w Borysławiu, zm. 30 czerwca 2021 w Krakowie) – polska architekt i urbanista.

## Życiorys
W 1965 ukończyła studia na Wydziale Architektury Politechniki Krakowskiej. Odbyła roczny staż w Paryżu. Była popularyzatorką urbanistyki operacyjnej. Od 1969 była członkiem krakowskiego oddziału Stowarzyszenia Architektów Polskich. Pozostawała również skarbnikiem tego oddziału, jak również członkiem Towarzystwa Urbanistów Polskich. Od 1980 do 1991 angażowała się w prace Zarządu Oddziału SARP w Krakowie. Pracowała jako projektant w krakowskim Biurze Planowania Przestrzennego, potem w Biurze Rozwoju Krakowa. Przyczyniła się do zorganizowania w Krakowie pierwszych edycji krakowskiego Międzynarodowego Biennale Architektury.
Zmarła po ciężkiej chorobie. Pochowano ją 8 lipca 2021 na cmentarzu Rakowickim.

## Dzieła
Zaprojektowała m.in. studium uwarunkowań i kierunków zagospodarowania przestrzennego Miasta Krakowa (w zespole).

## Odznaczenia
Otrzymała m.in.: 
- Brązową Odznakę SARP (1973),
- Srebrną Odznakę SARP (1980),
- Złotą Odznakę SARP (1985)[1].